# Anastasia de Roma
Anastasia de Roma es una mártir cristiana.
Habría sido una patricia romana, discípula de san Crisógono, que tras el martirio de este se dirige con otros cristianos a Sirmio, donde es martirizada. Esto hace que haya habido polémica sobre si es la misma que Anastasia de Sirmio, polémica que ha enfrentado a la Iglesia ortodoxa con la de occidente, llegando al acuerdo de considerarlas diferentes.
Anastasia habría sido crucificada en tiempos de Decio y Valeriano, aunque luego se añadieron elementos, tomados de otros martirios, como las mastectomías (de santa Águeda) o que le arrancaran uñas y dientes como a santa Apolonia.
La confusión entre las santas Anastasias y el añadido de elementos nuevos, hizo que iconográficamente se confundieran.